# Antoine-Émile Plassan

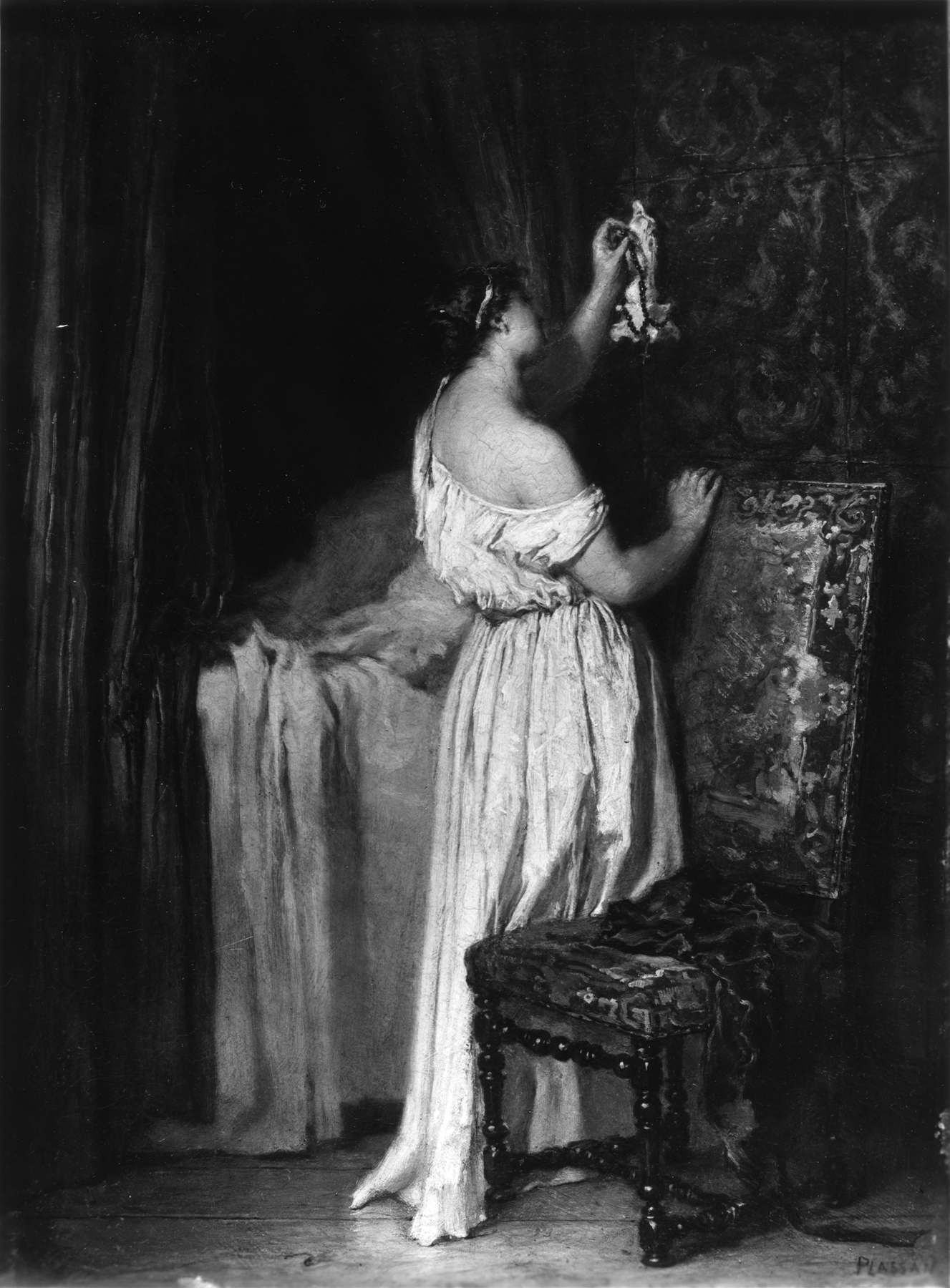
Devotion (Contemplation), v.1863, Walters Art Museum

Antoine-Émile Plassan (Bordeaux, 29 septembre 1817 - Paris, 2 février 1903) est un artiste peintre français.

## Biographie
Élève d'Ernest Meissonier, peintre de genre, de portraits, de paysages et de natures mortes, il participe aux salons à partir de 1846, présentant au salon de 1857 quatre tableaux : Le Retour de la nourrisse, L'Indiscrète, Le Lever et Jeune femme essayant un collier de perles.

## Œuvres
- La Famille heureuse, entre 1840 et 1900, Musée national des beaux-arts du Québec[1]
- Le Retour de la nourrisse, 1857
- L'Indiscrète, 1857
- Le Lever, 1857
- Jeune Femme essayant un collier de perles, 1857
- Chocolat du matin (Voir)
- Le Bateau lavoir (Voir)
- Le Clain sous Poitiers
- La Toilette, 1890
- Paysage en bord de fleuve
- Jeune Élégante dans son intérieur avec un lévrier
- Le Déjeuner des enfants, musée des beaux-arts de Bordeaux (Voir)
- La Porte Saint-Jacques à Parthenay
- Paysage aux Peupliers
- Femme dans un intérieur, 1872
- Le Quai du Bas-Meudon, musée Magnin, Dijon (Voir)
- Le Village au bord de l'eau, musée Magnin, Dijon (Voir)
- L'arrangement des rameaux, 1878

## Galerie

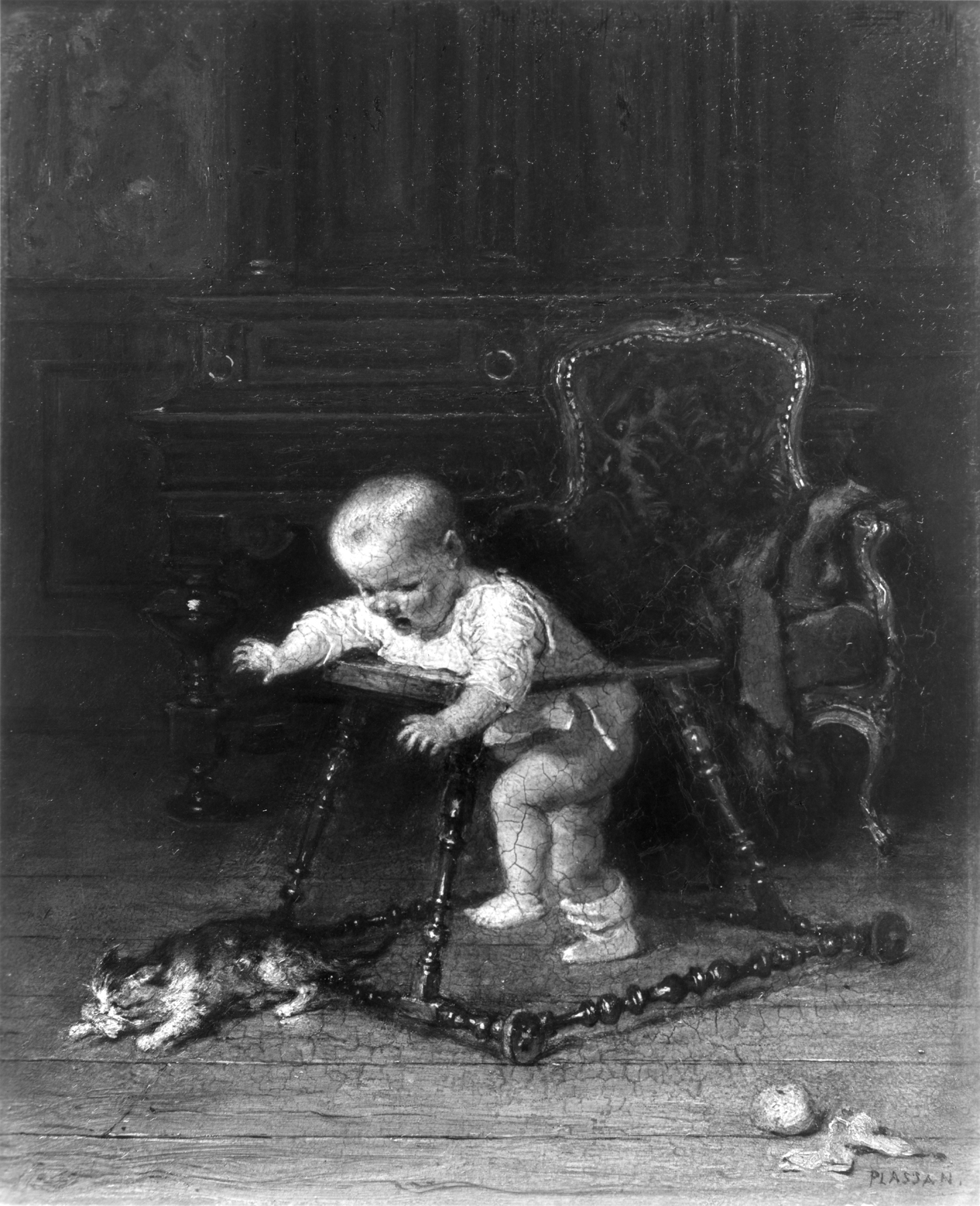
Déception, Walters Art Museum
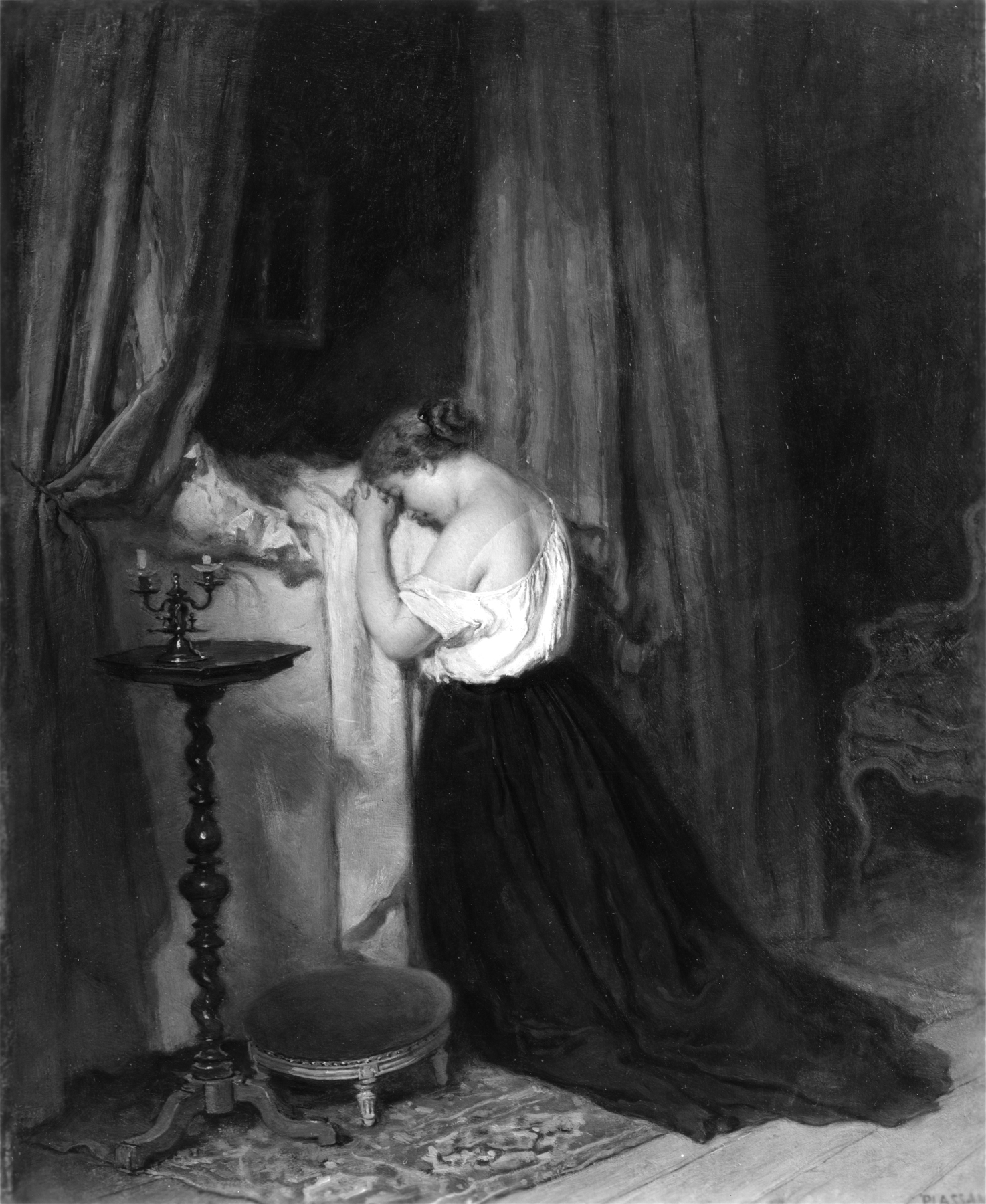
Prière du soir, 1863, Walters Art Museum
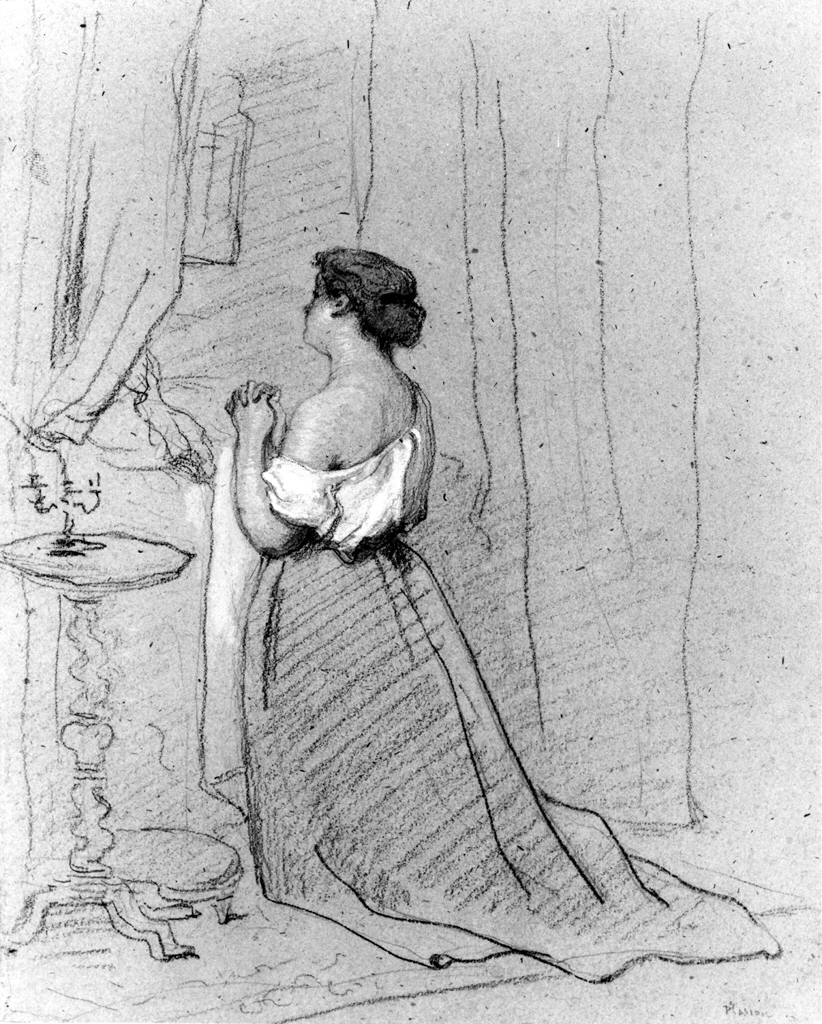
Femme priant au pied du lit, Walters Art Museum
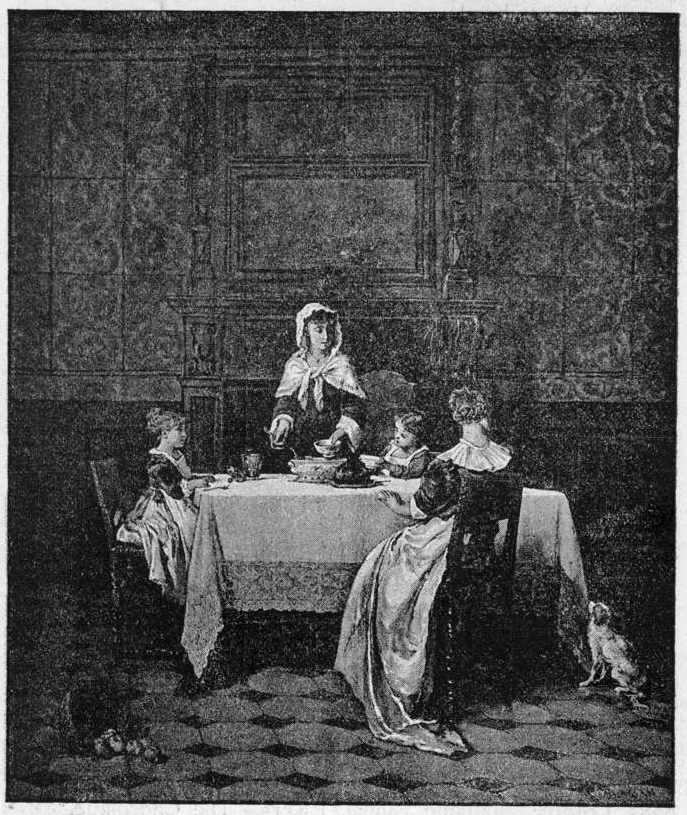
Le déjeuner des enfants, musée des beaux-arts de Bordeaux
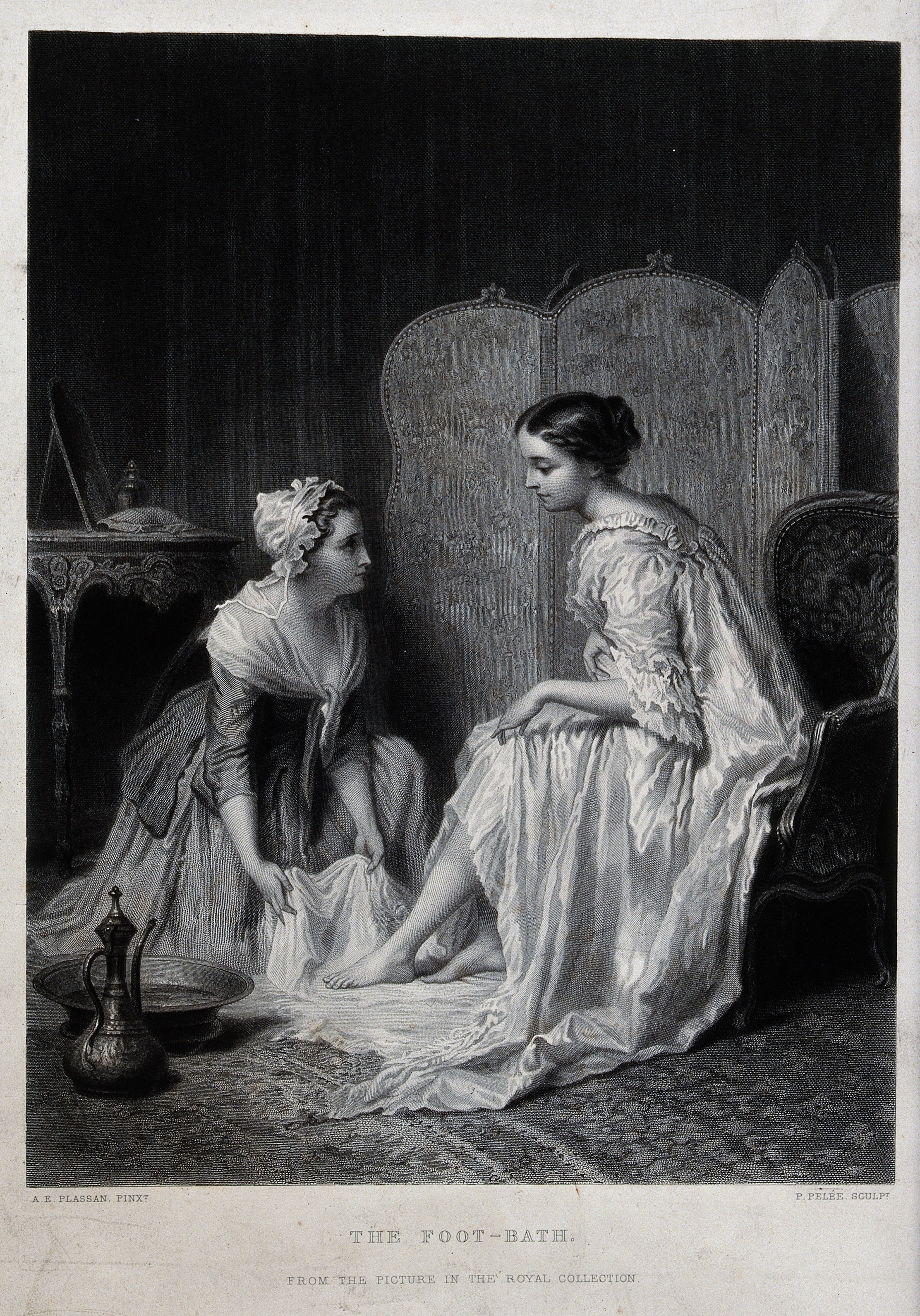
Le Bain de pied
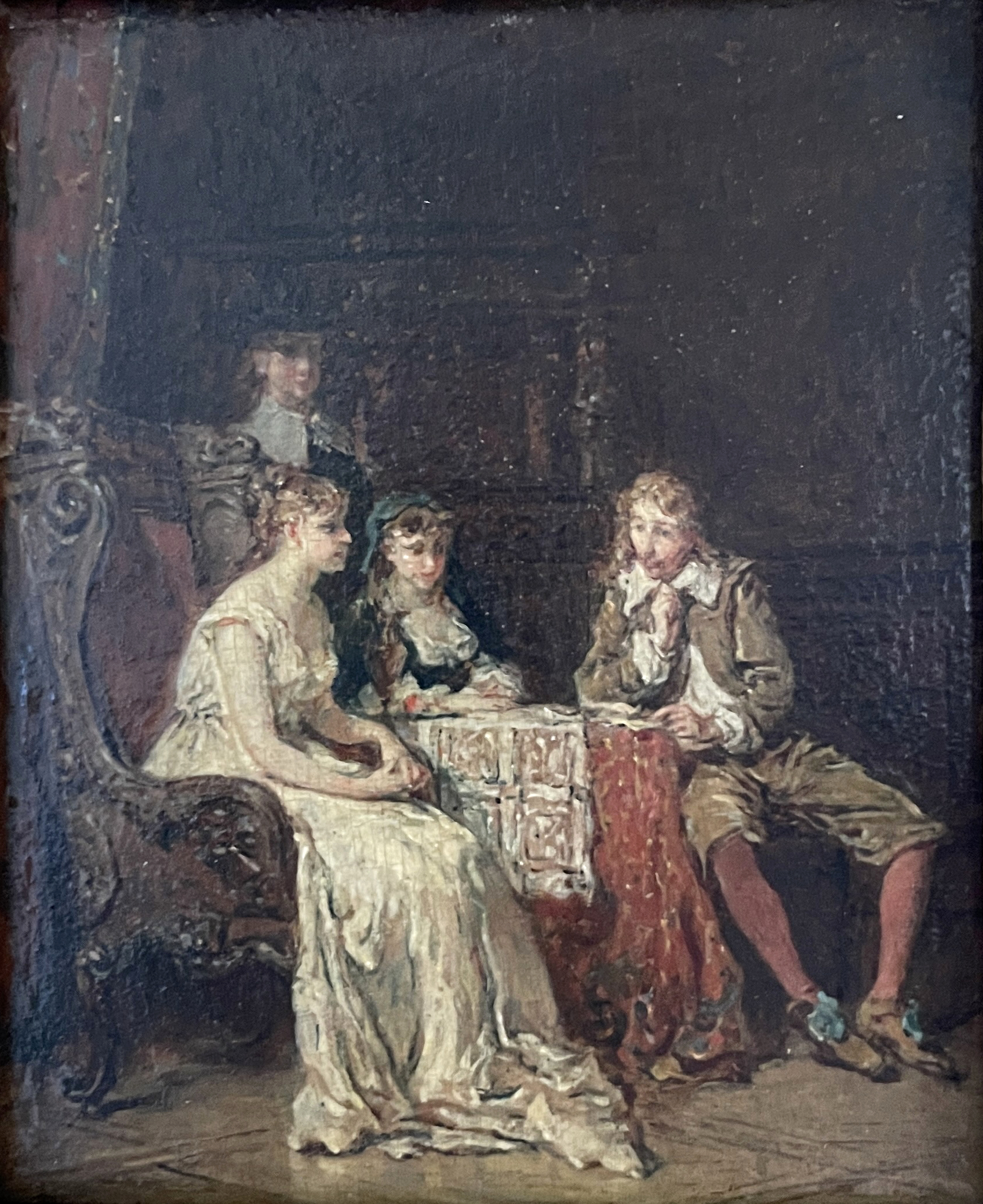
Plassan, Antoine Emile „Le Lettre“, 1860, ca. 12x10cm

## Distinction
- Chevalier de la Légion d'honneur, 1859